# Rudolf Samm
Rudolf Samm (* 14. Februar 1838 in Parchim; † 19. Februar 1888 in Berlin) war ein Kaufmann und Mitglied des Reichstags des Deutschen Kaiserreichs.

## Leben
Rudolf Samm war ein Kaufmann in Berlin. Im März 1883 gewann er für die Deutsche Fortschrittspartei eine Ersatzwahl im Reichstagswahlkreis Stralsund 1 (Landkreis Rügen, Stralsund, Landkreis Franzburg). Im Mai 1884 legte er das Mandat vorzeitig nieder.